# Дискография Билли Рэя Сайруса
Билли Рэй Сайрус — американский кантри-певец, автор песен, актёр и филантроп. Он выпустил 16 студийных альбомов и 53 синглов с 1992 года, наиболее известен дебютным синглом «Achy Breaky Heart». 32 из его синглов попали в чарт Billboard Hot Country Songs между 1992 и 2011 годами.
Самым успешным альбомом Сайруса является его дебютный альбом Some Gave All, который был сертифицирован 9 раз платиной в США. Альбом продан тиражом более 20 миллионов копий по всему миру и является самым продаваемым дебютным альбомом всех времен для сольного мужского исполнителя и остается одним из самых продаваемых альбомов всех времен.

## Студийные альбомы

### 1990-е
| Название                                                                             | Детали                                                                  | Высшая позиция в чартах | Высшая позиция в чартах | Высшая позиция в чартах | Высшая позиция в чартах | Высшая позиция в чартах | Высшая позиция в чартах | Высшая позиция в чартах | Высшая позиция в чартах | Высшая позиция в чартах | Высшая позиция в чартах | Сертификации                                                                                        |
| Название                                                                             | Детали                                                                  | US Country              | US                      | CAN Country             | CAN                     | AUS                     | NL                      | NOR                     | NZ                      | SWE                     | SWI                     | Сертификации                                                                                        |
| ------------------------------------------------------------------------------------ | ----------------------------------------------------------------------- | ----------------------- | ----------------------- | ----------------------- | ----------------------- | ----------------------- | ----------------------- | ----------------------- | ----------------------- | ----------------------- | ----------------------- | --------------------------------------------------------------------------------------------------- |
| Some Gave All                                                                        | - Релиз: 19 мая 1992 - Лейбл: Mercury Records - Формат: CD, кассета, LP | 1                       | 1                       | 1                       | 1                       | 1                       | 58                      | 5                       | 2                       | 42                      | 34                      | - RIAA: 9 × платиновый - ARIA: 3 × платиновый - BPI: золотой - MC: бриллиантовый - RMNZ: платиновый |
| It Won’t Be the Last                                                                 | - Релиз: 22 июня 1993 - Лейбл: Mercury Records - Формат: CD, кассета    | 1                       | 3                       | 1                       | 11                      | 20                      | 86                      | 18                      | 43                      | 33                      | 27                      | - RIAA: платиновый - MC: 2 × платиновый                                                             |
| Storm in the Heartland                                                               | - Релиз: 8 ноября 1994 - Лейбл: Mercury Records - Формат: CD, кассета   | 11                      | 73                      | 6                       | —                       | —                       | —                       | —                       | —                       | —                       | 40                      | - RIAA: золотой - MC: золотой                                                                       |
| Trail of Tears                                                                       | - Релиз: 20 августа 1996 - Лейбл: Mercury Records - Формат: CD, кассета | 20                      | 125                     | 14                      | —                       | —                       | —                       | —                       | —                       | —                       | 50                      | |
| Shot Full of Love                                                                    | - Релиз: 3 ноября 1998 - Лейбл: Mercury Nashville - Формат: CD, кассета | 32                      | —                       | 9                       | —                       | —                       | —                       | —                       | —                       | —                       | —                       | |
| «—» обозначает альбом, который не был выпущен на этой территории или не попал в чарт |                                                                         |                         |                         |                         |                         |                         |                         |                         |                         |                         |                         | |

### 2000-е
| Название                                                                             | Детали                                                                                 | Максимальная позиция в чартах | Максимальная позиция в чартах | Максимальная позиция в чартах | Максимальная позиция в чартах |
| Название                                                                             | Детали                                                                                 | US Country                    | US                            | US Christ                     | CAN Country                   |
| ------------------------------------------------------------------------------------ | -------------------------------------------------------------------------------------- | ----------------------------- | ----------------------------- | ----------------------------- | ----------------------------- |
| Southern Rain                                                                        | - Релиз: 17 октября 2000 - Лейбл: Monument Records - Формат: CD, кассета               | 13                            | 102                           | —                             | 24                            |
| Time Flies                                                                           | - Релиз: 10 июня 2003 - Лейбл: Madacy Entertainment - Формат: CD                       | 56                            | —                             | —                             | —                             |
| The Other Side                                                                       | - Релиз: 28 октября 2003 - Лейбл: Word/Curb/Warner Bros. - Формат: CD                  | 18                            | 131                           | 5                             | —                             |
| Wanna Be Your Joe                                                                    | - Релиз: 17 июля 2006 - Лейбл: New Door Records - Формат: CD, цифровое скачивание      | 24                            | 113                           | —                             | —                             |
| Home at Last                                                                         | - Релиз: 14 июля 2007 - Лейбл: Walt Disney Records - Формат: CD, download              | 3                             | 20                            | —                             | —                             |
| Back to Tennessee                                                                    | - Релиз: 7 апреля 2009 - Лейбл: Lyric Street Records - Формат: CD, цифровое скачивание | 13                            | 41                            | —                             | —                             |
| «—» обозначает альбом, который не был выпущен на этой территории или не попал в чарт |                                                                                        |                               |                               |                               |                               |

### 2010-е
| Название                                                                             | Детали                                                                                   | Максимальная позиция в чартах | Максимальная позиция в чартах | Максимальная позиция в чартах | Максимальная позиция в чартах |
| Название                                                                             | Детали                                                                                   | US Country                    | US                            | US Indie                      | AUS                           |
| ------------------------------------------------------------------------------------ | ---------------------------------------------------------------------------------------- | ----------------------------- | ----------------------------- | ----------------------------- | ----------------------------- |
| I’m American                                                                         | - Релиз: 28 июня 2011 - Лейбл: Buena Vista Records - Формат: CD, цифровое скачивание     | 24                            | 153                           | —                             | —                             |
| Change My Mind                                                                       | - Релиз: 23 октября 2012 - Лейбл: Blue Cadillac Music - Формат: CD, цифровое скачивание  | 38                            | —                             | —                             | 75                            |
| Thin Line                                                                            | - Релиз: 9 сентября 2016 - Лейбл: Blue Cadillac Music - Формат: CD, цифровое скачивание  | 49                            | —                             | —                             | 20                            |
| Set the Record Straight                                                              | - Релиз: 10 ноября 2017 - Лейбл: Flatwoods Productions - Формат: CD, цифровое скачивание | —                             | —                             | 43                            | —                             |
| The SnakeDoctor Circus                                                               | - Релиз: 24 мая 2019 - Лейбл: Broken Bow Records - Формат: CD, цифровое скачивание       | —                             | —                             | —                             | —                             |
| «—» обозначает альбом, который не был выпущен на этой территории или не попал в чарт |                                                                                          |                               |                               |                               |                               |

## Сборники
| The Best of Billy Ray Cyrus: Cover to Cover                                          | - Релиз: 24 июня 1997 - Лейбл: Mercury Nashville - Формат: CD, кассета               | 23 | 8 |
| Achy Breaky Heart                                                                    | - Релиз: 2001 - Лейбл: Spectrum Music - Формат: CD                                   | —  | — |
| 20th Century Masters - The Millennium Collection                                     | - Релиз: 23 марта 2003 - Лейбл: Mercury Nashville - Формат: CD                       | 59 | — |
| The Definitive Collection                                                            | - Релиз: 30 июня 2004 - Лейбл: Mercury Nashville - Формат: CD, цифровое скачивание   | —  | — |
| The Collection                                                                       | - Релиз: 2 августа 2005 - Лейбл: Madacy Entertainment - Формат: CD                   | —  | — |
| Love Songs                                                                           | - Релиз: 29 января 2008 - Лейбл: Mercury Nashville - Формат: CD, цифровое скачивание | 63 | — |
| The Best of Billy Ray Cyrus                                                          | - Релиз: 2009 - Лейбл: Universal Music Canada - Формат: CD, цифровое скачивание      | —  | — |
| Icon                                                                                 | - Релиз: 1 марта 2011 - Лейбл: Mercury Nashville - Формат: CD, цифровое скачивание   | —  | — |
| The Definitive Collection                                                            | - Релиз: 7 апреля 2014 - Лейбл: Hump Head Records - Формат: CD, цифровое скачивание  | —  | — |
| Icon: The Distance                                                                   | - Релиз: 3 июня 2014 - Лейбл: Mercury Nashville - Формат: CD, цифровое скачивание    | —  | — |
| «—» обозначает альбом, который не был выпущен на этой территории или не попал в чарт |                                                                                      |    |   |

## Мини-альбомы
| Название                | Детали                                                                |
| ----------------------- | --------------------------------------------------------------------- |
| iTunes Live from London | - Релиз: 12 мая 2009 - Лейбл: iTunes UK - Формат: Цифровое скачивание |

## Синглы

### 1990-е
| Год                                                                                 | Название                                | Максимальная позиция в чартах | Максимальная позиция в чартах | Максимальная позиция в чартах | Максимальная позиция в чартах | Максимальная позиция в чартах | Максимальная позиция в чартах | Максимальная позиция в чартах | Максимальная позиция в чартах | Максимальная позиция в чартах | Сертификации                                                                   | Альбом                                      |
| Год                                                                                 | Название                                | US Country                    | US                            | BEL FL                        | CAN Country                   | CAN                           | AUS                           | NL                            | NZ                            | UK                            | Сертификации                                                                   | Альбом                                      |
| ----------------------------------------------------------------------------------- | --------------------------------------- | ----------------------------- | ----------------------------- | ----------------------------- | ----------------------------- | ----------------------------- | ----------------------------- | ----------------------------- | ----------------------------- | ----------------------------- | ------------------------------------------------------------------------------ | ------------------------------------------- |
| 1992                                                                                | «Achy Breaky Heart»                     | 1                             | 4                             | 6                             | 1                             | 4                             | 1                             | 25                            | 1                             | 3                             | - RIAA: платиновый - ARIA: 3 × платиновый - BPI: серебряный - RMNZ: платиновый | Some Gave All                               |
| 1992                                                                                | «Could’ve Been Me»                      | 2                             | 72                            | 40                            | 1                             | 72                            | 43                            | 29                            | 7                             | 24                            |                                                                                | Some Gave All                               |
| 1992                                                                                | «Wher’m I Gonna Live?»                  | 23                            | —                             | —                             | 16                            | —                             | —                             | —                             | —                             | —                             |                                                                                | Some Gave All                               |
| 1992                                                                                | «These Boots Are Made for Walkin’»      | —                             | —                             | 32                            | —                             | —                             | —                             | 27                            | 42                            | 63                            |                                                                                | Some Gave All                               |
| 1993                                                                                | «She’s Not Cryin’ Anymore»              | 6                             | 70                            | —                             | 3                             | —                             | —                             | —                             | —                             | —                             |                                                                                | Some Gave All                               |
| 1993                                                                                | «Some Gave All»                         | 52                            | —                             | —                             | 86                            | —                             | —                             | —                             | —                             | —                             |                                                                                | Some Gave All                               |
| 1993                                                                                | «In the Heart of a Woman»               | 3                             | 76                            | —                             | 1                             | —                             | —                             | —                             | —                             | —                             |                                                                                | It Won’t Be the Last                        |
| 1993                                                                                | «Somebody New»                          | 9                             | —                             | —                             | 14                            | —                             | —                             | —                             | —                             | —                             |                                                                                | It Won’t Be the Last                        |
| 1994                                                                                | «Words by Heart»                        | 12                            | —                             | —                             | 14                            | —                             | —                             | —                             | —                             | —                             |                                                                                | It Won’t Be the Last                        |
| 1994                                                                                | «Talk Some»                             | 63                            | —                             | —                             | —                             | —                             | —                             | —                             | —                             | —                             |                                                                                | It Won’t Be the Last                        |
| 1994                                                                                | «Storm in the Heartland»                | 33                            | —                             | —                             | 17                            | —                             | —                             | —                             | —                             | —                             |                                                                                | Storm in the Heartland                      |
| 1995                                                                                | «Deja Blue»                             | 66                            | —                             | —                             | 60                            | —                             | —                             | —                             | —                             | —                             |                                                                                | Storm in the Heartland                      |
| 1995                                                                                | «One Last Thrill»                       | —                             | —                             | —                             | —                             | —                             | —                             | —                             | —                             | —                             |                                                                                | Storm in the Heartland                      |
| 1995                                                                                | «The Fastest Horse in a One Horse Town» | 75                            | —                             | —                             | 73                            | —                             | —                             | —                             | —                             | —                             |                                                                                | NASCAR: Runnin' Wide Open                   |
| 1996                                                                                | «Trail of Tears»                        | 69                            | —                             | —                             | 59                            | —                             | —                             | —                             | —                             | —                             |                                                                                | Trail of Tears                              |
| 1997                                                                                | «Three Little Words»                    | 65                            | —                             | —                             | 61                            | —                             | —                             | —                             | —                             | —                             |                                                                                | Trail of Tears                              |
| 1997                                                                                | «It’s All the Same to Me»               | 19                            | —                             | —                             | 14                            | —                             | —                             | —                             | —                             | —                             |                                                                                | The Best of Billy Ray Cyrus: Cover to Cover |
| 1998                                                                                | «Time for Letting Go»                   | 70                            | —                             | —                             | —                             | —                             | —                             | —                             | —                             | —                             |                                                                                | Shot Full of Love                           |
| 1998                                                                                | «Busy Man»                              | 3                             | 46                            | —                             | 5                             | —                             | —                             | —                             | —                             | —                             |                                                                                | Shot Full of Love                           |
| 1999                                                                                | «Give My Heart to You»                  | 41                            | —                             | —                             | 63                            | —                             | —                             | —                             | —                             | —                             |                                                                                | Shot Full of Love                           |
| «—» обозначает сингл, который не был выпущен на этой территории или не попал в чарт |                                         |                               |                               |                               |                               |                               |                               |                               |                               |                               |                                                                                |                                             |

### 2000-е
| Год                                                                                 | Название                                          | Высшая позиция в чартах | Высшая позиция в чартах | Высшая позиция в чартах | Высшая позиция в чартах | Альбом            |
| Год                                                                                 | Название                                          | US Country              | US                      | CAN Country             | CAN                     | Альбом            |
| ----------------------------------------------------------------------------------- | ------------------------------------------------- | ----------------------- | ----------------------- | ----------------------- | ----------------------- | ----------------- |
| 2000                                                                                | «You Won’t Be Lonely Now»                         | 17                      | 80                      | 33                      | —                       | Southern Rain     |
| 2000                                                                                | «We the People»                                   | 60                      | —                       | —                       | —                       | Southern Rain     |
| 2001                                                                                | «Burn Down the Trailer Park»                      | 43                      | —                       | —                       | —                       | Southern Rain     |
| 2001                                                                                | «Crazy 'Bout You Baby»                            | 58                      | —                       | —                       | —                       | Southern Rain     |
| 2001                                                                                | «Southern Rain»                                   | 45                      | —                       | —                       | —                       | Southern Rain     |
| 2002                                                                                | «Bread Alone»                                     | —                       | —                       | —                       | —                       | Time Flies        |
| 2002                                                                                | «What Else Is There»                              | —                       | —                       | —                       | —                       | Time Flies        |
| 2003                                                                                | «Back to Memphis»                                 | 60                      | —                       | —                       | —                       | Time Flies        |
| 2003                                                                                | «Always Sixteen»                                  | —                       | —                       | —                       | —                       | The Other Side    |
| 2004                                                                                | «Face of God»                                     | 54                      | —                       | —                       | —                       | The Other Side    |
| 2004                                                                                | «The Other Side»                                  | —                       | —                       | —                       | —                       | The Other Side    |
| 2006                                                                                | «Wanna Be Your Joe»                               | —                       | —                       | —                       | —                       | Wanna Be Your Joe |
| 2006                                                                                | «I Want My Mullet Back»                           | —                       | —                       | —                       | —                       | Wanna Be Your Joe |
| 2007                                                                                | «Ready, Set, Don't Go» (совместно с Майли Сайрус) | 4                       | 37                      | 7                       | 47                      | Home at Last      |
| 2008                                                                                | «Somebody Said a Prayer»                          | 33                      | —                       | —                       | —                       | Back to Tennessee |
| 2009                                                                                | «Back to Tennessee»                               | 47                      | —                       | —                       | —                       | Back to Tennessee |
| 2009                                                                                | «A Good Day»                                      | 59                      | —                       | —                       | —                       | Back to Tennessee |
| «—» обозначает сингл, который не был выпущен на этой территории или не попал в чарт |                                                   |                         |                         |                         |                         |                   |

### 2010-е
| Год                                                                                 | Название                                                                    | Высшая позиция в чартах | Альбом                  |
| Год                                                                                 | Название                                                                    | US Country              | Альбом                  |
| ----------------------------------------------------------------------------------- | --------------------------------------------------------------------------- | ----------------------- | ----------------------- |
| 2011                                                                                | «Runway Lights»                                                             | —                       | I’m American            |
| 2011                                                                                | «Nineteen»                                                                  | 58                      | I’m American            |
| 2012                                                                                | «Change My Mind»                                                            | —                       | Change My Mind          |
| 2013                                                                                | «Hillbilly Heart (Keeping It Country)»                                      | —                       | Change My Mind          |
| 2013                                                                                | «Hope Is Just Ahead»                                                        | —                       | Change My Mind          |
| 2014                                                                                | «Country Music Has the Blues» (совместно с Джорджом Джонсом и Линн Лоретта) | —                       | Icon: The Distance      |
| 2014                                                                                | «The Distance»                                                              | —                       | Icon: The Distance      |
| 2016                                                                                | «Hey Elvis» (совместно с Брайаном Адамсом и Гленном Хьюзом)                 | —                       | Thin Line               |
| 2016                                                                                | «Thin Line»                                                                 | —                       | Thin Line               |
| 2017                                                                                | «Achy Breaky Heart 25» (совместно с Brett Kissel и Ронни Милсап)            | —                       | Set the Record Straight |
| 2019                                                                                | «Chevys and Fords» (совместно с Johnny McGuire)                             | —                       | Внеальбомный сингл      |
| «—» обозначает сингл, который не был выпущен на этой территории или не попал в чарт |                                                                             |                         |                         |

### В качестве приглашенного артиста
| Год                                                                                 | Название                                                              | Высшая позиция в чартах | Высшая позиция в чартах | Высшая позиция в чартах | Высшая позиция в чартах | Высшая позиция в чартах | Высшая позиция в чартах | Высшая позиция в чартах | Высшая позиция в чартах | Высшая позиция в чартах | Высшая позиция в чартах | Сертификации           | Альбом                     |
| Год                                                                                 | Название                                                              | US Country              | US                      | US R&B/H-H              | BEL FL                  | BEL Wa                  | CAN Country             | CAN                     | NL                      | NZ                      | UK                      | Сертификации           | Альбом                     |
| ----------------------------------------------------------------------------------- | --------------------------------------------------------------------- | ----------------------- | ----------------------- | ----------------------- | ----------------------- | ----------------------- | ----------------------- | ----------------------- | ----------------------- | ----------------------- | ----------------------- | ---------------------- | -------------------------- |
| 1992                                                                                | «Achy Breaky Heart» (Элвин и бурундуки совместно с Billy Ray Cyrus)   | 71                      | —                       | —                       | —                       | —                       | —                       | —                       | —                       | —                       | 53                      |                        | Chipmunks in Low Places    |
| 1993                                                                                | «Romeo» (Долли Партон & Friends)                                      | 27                      | 50                      | —                       | —                       | —                       | 33                      | —                       | —                       | —                       | —                       |                        | Slow Dancing with the Moon |
| 2003                                                                                | «When I Leave This House» (Adam Gregory совместно с Билли Рэй Сайрус) | —                       | —                       | —                       | —                       | —                       | —                       | —                       | —                       | —                       | —                       |                        | Workin' on It              |
| 2014                                                                                | «Achy Breaky 2» (Buck 22 совместно с Билли Рэй Сайрус)                | —                       | 80                      | —                       | —                       | —                       | —                       | —                       | —                       | —                       | —                       |                        | Внеальбомный сингл         |
| 2019                                                                                | «Old Town Road (Remix)» (Lil Nas X совместно с Билли Рэй Сайрус)      | —                       | 1                       | 1                       | 1                       | 1                       | —                       | 1                       | 1                       | 1                       | —                       | - RMNZ: 3 × платиновый | 7                          |
| «—» обозначает сингл, который не был выпущен на этой территории или не попал в чарт |                                                                       |                         |                         |                         |                         |                         |                         |                         |                         |                         |                         |                        |                            |

## Другие синглы в чартах
| Год  | Название                                        | Высшая позиция в чартах | Высшая позиция в чартах | Высшая позиция в чартах | Высшая позиция в чартах | Альбом                                |
| Год  | Название                                        | US                      | CAN                     | AUS                     | UK                      | Альбом                                |
| ---- | ----------------------------------------------- | ----------------------- | ----------------------- | ----------------------- | ----------------------- | ------------------------------------- |
| 2009 | «Butterfly Fly Away» (совместно с Майли Сайрус) | 56                      | 50                      | 56                      | 78                      | Hannah Montana: The Movie (саундтрек) |

## Видеография

### Видеоальбомы
| Название                                  | Детали                                                            | Сертификации                                |
| ----------------------------------------- | ----------------------------------------------------------------- | ------------------------------------------- |
| Billy Ray Cyrus                           | - Релиз: 1993 - Лейбл: PolyGram Video - Формат: VHS               | - RIAA: 4 × платиновый - MC: 4 × платиновый |
| Live on Tour                              | - Релиз: 1993 - Лейбл: PolyGram Video - Формат: VHS               | - RIAA: 2 × платиновый - MC: платиновый     |
| The Video Collection                      | - Релиз: 27 сентября 1994 - Лейбл: PolyGram Video - Формат: VHS   | - RIAA: платиновый                          |
| One on One                                | - Релиз: 8 ноября 1994 - Лейбл: PolyGram Video - Формат: VHS      |                                             |
| Complete Video Collection                 | - Релиз: 1 июля 1997 - Лейбл: PolyGram Video - Формат: VHS        |                                             |
| 20th Century Masters - The DVD Collection | - Релиз: 24 февраля 2004 - Лейбл: Mercury Nashville - Формат: DVD |                                             |

### Музыкальные видео
| Год  | Видео                                                       | Режиссёр                  |
| ---- | ----------------------------------------------------------- | ------------------------- |
| 1992 | «Achy Breaky Heart»                                         | Marc Ball                 |
| 1992 | «Could’ve Been Me»                                          | Marc Ball/Kitty Moon      |
| 1992 | «Wher’m I Gonna Live?»                                      | Marc Ball                 |
| 1993 | «She’s Not Cryin’ Anymore»                                  | Marc Ball                 |
| 1993 | «Some Gave All»                                             | Charley Randazzo          |
| 1993 | «In the Heart of a Woman»                                   | Charley Randazzo          |
| 1993 | «When I’m Gone»                                             | Marc Ball                 |
| 1994 | «Words by Heart»                                            | Charley Randazzo          |
| 1994 | «Ain’t Your Dog No More»                                    | Charley Randazzo          |
| 1994 | «Talk Some»                                                 | Charley Randazzo          |
| 1994 | «Storm in the Heartland»                                    | Charley Randazzo          |
| 1995 | «Deja Blue»                                                 | Charley Randazzo          |
| 1995 | «Fastest Horse in a One Horse Town»                         | Charley Randazzo          |
| 1995 | «One Last Thrill»                                           | Charley Randazzo          |
| 1996 | «Trail of Tears»                                            | Richard Murray            |
| 1997 | «Three Little Words»                                        | Michael McNamara          |
| 1998 | «Under the Hood»                                            | Peter Zavadil             |
| 1998 | «Time for Letting Go»                                       | Charley Randazzo          |
| 1999 | «Give My Heart to You»                                      | John Lloyd Miller         |
| 2000 | «You Won’t Be Lonely Now»                                   | Jim Shea                  |
| 2000 | «We the People»                                             | Deb Haus                  |
| 2001 | «Burn Down the Trailer Park»                                | Peter Zavadil             |
| 2002 | «What Else Is There»                                        | Marc Lostracco            |
| 2002 | «Back to Memphis»                                           |                           |
| 2003 | «When I Leave This House» (совместно с Adam Gregory)        |                           |
| 2003 | «Always Sixteen»                                            | Marc Ball                 |
| 2004 | «Face of God»                                               | Marc Ball                 |
| 2006 | «Wanna Be Your Joe»                                         | Greg Chwerchak            |
| 2006 | «I Want My Mullet Back»                                     | Mick Akins/Matt Smith     |
| 2007 | «Stand» (совместно с Майли Сайрус)                          | Matt Smith                |
| 2007 | «Ready, Set, Don’t Go»                                      | Elliot Lester             |
| 2008 | «Real Gone»                                                 | Трей Фанджой              |
| 2008 | «Somebody Said a Prayer»                                    | Roman White               |
| 2009 | «Back to Tennessee»                                         | Declan Whitebloom         |
| 2009 | «Thrillbilly»                                               |                           |
| 2009 | «We’ll Get By Somehow (We Always Do)»                       |                           |
| 2011 | «Runway Lights»                                             |                           |
| 2011 | «I’m American»                                              |                           |
| 2012 | «Change My Mind»                                            |                           |
| 2013 | «Milkman’s Eyes» (совместно Bobby Cyrus)                    | John Lloyd Miller         |
| 2014 | «Achy Breaky 2» (совместно с Buck 22)                       | Ben Griffin/Damon Elliott |
| 2014 | «Hope Is Just Ahead»                                        | Jenn Page                 |
| 2014 | «Like a Country Song»                                       | Johnny Remo               |
| 2016 | «Hey Elvis» (совместно с Брайаном Адамсом и Гленном Хьюзом) | Troy Clark                |
| 2016 | «Thin Line»                                                 | Blake Judd                |

#### Гостевое участие
| Год  | Видео                                        | Режиссёр            |
| ---- | -------------------------------------------- | ------------------- |
| 1993 | «Romeo» (совместно с Долли Партон & Friends) | Randee St. Nicholas |

## Участие в альбоме
| Год  | Песня                                                  | Альбом                                             |
| ---- | ------------------------------------------------------ | -------------------------------------------------- |
| 1992 | «Achy Breaky Heart» (совместно с Элвин и бурундуки)    | Chipmunks in Low Places                            |
| 1993 | «Romeo» (Долли Партон & Friends)                       | Slow Dancing with the Moon                         |
| 1994 | «Pictures Don’t Lie»                                   | Red Hot + Country                                  |
| 1995 | «Fastest Horse in a One-Horse Town»                    | NASCAR: Runnin’ Wide Open                          |
| 1997 | «Bluegrass State of Mind»                              | The Real Deal: Country, Alternative and In-Between |
| 1999 | «Scooby-Doo, Where Are You?»                           | Scooby-Doo and the Witch’s Ghost                   |
| 2001 | «Let’s Go to the PBR»                                  | Dancin’ with Thunder                               |
| 2003 | «When I Leave This House» (совместно с Адамом Грегори) | Workin’ on It                                      |
| 2006 | «I Learned from You» (совместно с Майли Сайрус)        | Hannah Montana                                     |
| 2006 | «I Wonder»                                             | Charlotte’s Web                                    |
| 2007 | «Just As I Am»                                         | Kneel at the Cross                                 |
| 2007 | «Run Rudolph Run»                                      | Disney Channel Holiday                             |
| 2008 | «Real Gone»                                            | Country Sings Disney                               |
| 2009 | «Butterfly Fly Away» (совместно с Майли Сайрус)        | Hannah Montana: The Movie                          |
| 2010 | «Love That Let’s Go» (совместно с Ханна Монтана)       | Hannah Montana Forever                             |
| 2019 | «Old Town Road» (совместно с Lil Nas X)                | 7                                                  |

## Комментарии
1. ↑  Set the Record Straight не вошёл в чарт Billboard Top Country Albums, но достиг высшей позиции под номером 35 в чарте Country Album Sales.[22]
2. ↑  The SnakeDoctor Circus не вошёл в чарт Billboard Top Country Albums, но достиг высшей позиции под номером 35 в чарте Country Album Sales.[23]
3. ↑  «Somebody New» не вошёл в чарт Billboard Hot 100, но достиг высшей позиции под номером четыре в чарте Bubbling Under Hot 100 Singles.[37]
4. ↑  «Words by Heart» не вошёл в чарт Billboard Hot 100, но достиг высшей позиции под номером 19 в чарте Bubbling Under Hot 100 Singles.[37]
5. ↑  «Storm in the Heartland» не вошёл в чарт Billboard Hot 100, но достиг высшей позиции под номером восемь в чарте Bubbling Under Hot 100 Singles.[37]
6. ↑  Высшая позиция на RPM Country Tracks в 2000 и Canada Country в 2007.
7. ↑  «Achy Breaky 2» не вошёл в чарт Billboard Hot R&B/Hip-Hop Songs, но достиг высшей позиции под номером 11 в чарте Hot Rap Songs.[54]
8. ↑  «Old Town Road» (Remix) не вошёл в чарт Billboard Hot Country Songs, но достиг высшей позиции под номером 50 в чарте Country Airplay.[55]